# Crateri lunari (L-N)
Segue un elenco dei crateri d'impatto lunari ufficialmente riconosciuti dall'Unione Astronomica Internazionale le cui iniziali siano comprese tra L e N.

## L
| Cratere         | Eponimo | Latitudine | Longitudine | Diametro  | Crateri minori                                                |
| --------------- | --- | ---------- | ----------- | --------- | ------------------------------------------------------------- |
| L. Clark        | Laurel Clark - Astronauta statunitense (1961-2003).                                                         | 43,34° S   | 212,3° E    | 15,3 km   | nessuno                                                       |
| La Caille       | Nicolas-Louis de Lacaille - Astronomo francese (1713-1762).                                                 | 23,68° S   | 1,08° E     | 67,22 km  | A B C D E F G H J K L M N P                                   |
| La Condamine    | Charles Marie de La Condamine - Astronomo francese (1701-1774).                                             | 53,54° N   | 331,78° E   | 37,83 km  | A B C D E F G H J K L M N O P Q R S T U V X                   |
| La Pérouse      | Jean-François de La Pérouse - Esploratore francese (1741-1788).                                             | 10,67° S   | 76,28° E    | 80,4 km   | A D E                                                         |
| Lacchini        | Giovanni Battista Lacchini - Astronomo italiano (1884-1967).                                                | 41,29° N   | 252,17° E   | 57,95 km  | nessuno                                                       |
| Lacroix         | Sylvestre François Lacroix - Matematico francese (1765-1843).                                               | 37,93° S   | 300,8° E    | 36,07 km  | A B E F G H J K L M N P R                                     |
| Lade            | Heinrich Eduard von Lade - Astronomo tedesco (1817-1904).                                                   | 1,33° S    | 9,99° E     | 58,11 km  | A B D E M S T U V W X                                         |
| Lagalla         | Giulio Cesare Lagalla - Filosofo italiano (1571-1624).                                                      | 44,48° S   | 337,64° E   | 88,78 km  | F H J K M N P T V                                             |
| Lagrange        | Joseph-Louis Lagrange - Matematico italiano (1736-1813).                                                    | 32,6° S    | 288,55° E   | 162,21 km | A B C D E F G H J K L N R S T W X Y Z                         |
| Lalande         | Jérôme Lalande - Astronomo francese (1732-1807).                                                            | 4,46° S    | 351,35° E   | 23,54 km  | A B C D E F G N R T U W                                       |
| Lallemand       | André Lallemand - Astronomo francese (1904-1978).                                                           | 14,4° S    | 275,79° E   | 16,69 km  | nessuno                                                       |
| Lamarck         | Jean-Baptiste de Lamarck - Naturalista francese (1744-1829).                                                | 23,12° S   | 289,94° E   | 114,65 km | A B D E F G                                                   |
| Lamb            | Horace Lamb - Fisico britannico (1849-1934).                                                                | 42,67° S   | 100,94° E   | 103,55 km | A E G                                                         |
| Lambert         | Johann Heinrich Lambert - Astronomo tedesco (1728-1777).                                                    | 25,77° N   | 339,01° E   | 30,12 km  | A B R T W                                                     |
| Lamé            | Gabriel Lamé - Matematico francese (1795-1870).                                                             | 14,76° S   | 64,56° E    | 84,28 km  | E F G H J K L M N T W Z                                       |
| Lamèch          | Félix Chemla Lamèch - Selenografo francese (1894-1962).                                                     | 42,79° N   | 13,15° E    | 12,41 km  | nessuno                                                       |
| Lamont          | Johann von Lamont - Astronomo tedesco di nascita scozzese (1805-1879).                                      | 5,14° N    | 23,32° E    | 83,23 km  | nessuno                                                       |
| Lampland        | Carl Otto Lampland - Astronomo statunitense (1873-1951).                                                    | 31,17° S   | 131,51° E   | 63,04 km  | A B K M Q R                                                   |
| Landau          | Lev Davidovič Landau - Fisico sovietico (1908-1968).                                                        | 42,16° N   | 240,66° E   | 218,15 km | Q                                                             |
| Lander          | Richard Lemon Lander - Esploratore britannico (1804-1834).                                                  | 15,34° S   | 131,81° E   | 40,05 km  | K                                                             |
| Landsteiner     | Karl Landsteiner - Patologo austriaco-statunitense (1868-1943).                                             | 31,3° N    | 345,21° E   | 6,11 km   | nessuno                                                       |
| Lane            | Jonathan Homer Lane - Fisico statunitense (1819-1880).                                                      | 9,5° S     | 132,36° E   | 53,76 km  | B S                                                           |
| Langemak        | Georgij Ėrichovič Langemak - Scienziato sovietico (1898-1938).                                              | 9,93° S    | 119,45° E   | 104,76 km | N X Z                                                         |
| Langevin        | Paul Langevin - Fisico francese (1872-1946).                                                                | 44,17° N   | 162,69° E   | 57,8 km   | C K                                                           |
| Langley         | Samuel Pierpont Langley - Fisico statunitense (1834-1906).                                                  | 51,17° N   | 273,95° E   | 59,17 km  | J K                                                           |
| Langmuir        | Irving Langmuir - Fisico statunitense (1881-1957).                                                          | 35,85° S   | 231,11° E   | 91,5 km   | nessuno                                                       |
| Langrenus       | Michael Florent van Langren - Selenografo belga (c. 1600-1675).                                             | 8,86° S    | 61,04° E    | 131,98 km | (A) (B) (C) (D) E (F) G H (J) (K) L M N P Q R S T U V W X Y Z |
| Lansberg        | Johan Philip Lansberg - Astronomo belga (1561-1632).                                                        | 0,31° S    | 333,37° E   | 38,75 km  | A B C D E F G L N P X Y                                       |
| Larmor          | Joseph Larmor - Fisico britannico (1857-1942).                                                              | 31,85° N   | 180,33° E   | 99,49 km  | K Q W Z                                                       |
| Lassell         | William Lassell - Astronomo britannico (1799-1880).                                                         | 15,49° S   | 352,1° E    | 21,82 km  | A B C D E F G H J K M S T                                     |
| Laue            | Max von Laue - Fisico tedesco (1879-1960).                                                                  | 28,29° N   | 262,95° E   | 89,17 km  | G U                                                           |
| Lauritsen       | Charles Christian Lauritsen - Fisico danese naturalizzato statunitense (1892-1968).                         | 27,54° S   | 96,31° E    | 51,24 km  | A B G H Y Z                                                   |
| Laveran         | Charles Louis Alphonse Laveran - Fisico francese (1845-1922).                                               | 81,8° S    | 200,22° E   | 12,52 km  | nessuno                                                       |
| Lavoisier       | Antoine-Laurent de Lavoisier - Chimico francese (1743-1794).                                                | 38,17° N   | 278,75° E   | 71,01 km  | A B C (D) E F G H J K L N S T W Z                             |
| Lawrence        | Ernest Orlando Lawrence e Robert Henry Lawrence - Fisico (1901-1958) e astronauta (1935-1967) statunitense. | 7,35° N    | 43,3° E     | 24,02 km  | nessuno                                                       |
| Le Gentil       | Guillaume Le Gentil - Astronomo francese (1725-1792).                                                       | 74,27° S   | 283,98° E   | 125,38 km | A B C D G                                                     |
| Le Monnier      | Pierre Charles Le Monnier - Astronomo francese (1715-1799).                                                 | 26,66° N   | 30,5° E     | 68,4 km   | A (B) (C) H K S T U V                                         |
| Le Verrier      | Urbain Le Verrier - Astronomo francese (1811-1877).                                                         | 40,33° N   | 339,39° E   | 20,52 km  | A B D E S T U V W X                                           |
| Leakey          | Louis Leakey - Archeologo britannico (1903-1972).                                                           | 3,19° S    | 37,46° E    | 12,48 km  | nessuno                                                       |
| Leavitt         | Henrietta Swan Leavitt - Astronoma statunitense (1868-1921).                                                | 44,86° S   | 220,11° E   | 69,31 km  | Z                                                             |
| Lebedev         | Pëtr Nikolaevič Lebedev - Fisico russo (1866-1912).                                                         | 46,8° S    | 107,89° E   | 121,8 km  | C D F K                                                       |
| Lebedinskiy     | Aleksandr Ignatievič Lebedinskiy - Astrofisico sovietico (1913-1967).                                       | 7,84° N    | 195,11° E   | 63,39 km  | A B K P                                                       |
| Lebesgue        | Henri Lebesgue - Matematico francese (1875-1941).                                                           | 5,14° S    | 88,97° E    | 11,39 km  | nessuno                                                       |
| Lee             | John Lee - Astronomo britannico (1783-1866).                                                                | 30,66° S   | 319,24° E   | 41,17 km  | A H M S T                                                     |
| Leeuwenhoek     | Antoni van Leeuwenhoek - Microscopista olandese (1632-1723).                                                | 29,28° S   | 181,13° E   | 125 km    | E                                                             |
| Legendre        | Adrien-Marie Legendre - Matematica francese (1752-1833).                                                    | 28,92° S   | 70,02° E    | 78,08 km  | D E F G H J K L M N P                                         |
| Lehmann         | Jacob Heinrich Wilhelm Lehmann - Astronomo tedesco (1800-1863).                                             | 39,96° S   | 303,83° E   | 53,85 km  | A C D E H K L                                                 |
| Leibnitz        | Gottfried Wilhelm von Leibniz - Filosofo tedesco (1646-1716).                                               | 38,24° S   | 179,35° E   | 236,67 km | R S X                                                         |
| Lemaître        | Georges Lemaître - Matematico belga (1894-1966).                                                            | 61,36° S   | 210,02° E   | 93,7 km   | C F S                                                         |
| Lenard          | Philipp von Lenard - Fisico tedesco (1862-1947).                                                            | 85,19° N   | 250,31° E   | 47,65 km  | nessuno                                                       |
| Lents           | Heinrich Lenz - Fisico russo (1804-1865).                                                                   | 2,72° N    | 257,7° E    | 21,98 km  | C J (K)                                                       |
| Leonid          | Leonid - Nome maschile russo di origine greca. Luogo di allunaggio della sonda Lunochod-1.                  | 38,3° N    | 325° E      | 0,1 km    | nessuno                                                       |
| Leonov          | Aleksej Archipovič Leonov - Cosmonauta sovietico (1934-).                                                   | 19,07° N   | 148,36° E   | 34,04 km  | nessuno                                                       |
| Lepaute         | Nicole-Reine Lepaute - Astronoma francese (1723-1788).                                                      | 33,3° S    | 326,31° E   | 16,36 km  | D E F K L                                                     |
| Letronne        | Antoine Jean Letronne - Archeologo francese (1787-1848).                                                    | 10,5° S    | 317,51° E   | 117,59 km | A B C (D) F G H K L M N (P) T                                 |
| Leucippus       | Leucippo - Filosofo greco (fl. c. 440 a.C.).                                                                | 29,24° N   | 243,59° E   | 57,03 km  | F K Q X                                                       |
| Leuschner       | Armin Otto Leuschner - Astronomo statunitense (1868-1953).                                                  | 1,67° N    | 250,95° E   | 50,14 km  | L Z                                                           |
| Lev             | Lev - Nome maschile russo di origine ebraica.                                                               | 12,69° N   | 62,2° E     | 0,06 km   | nessuno                                                       |
| Levi-Civita     | Tullio Levi-Civita - Fisico italiano (1873-1941).                                                           | 23,34° S   | 143,14° E   | 108,23 km | A F S                                                         |
| Levi-Montalcini | Rita Levi-Montalcini - Neurologa italiana (1909-2012).                                                      | 40,79° S   | 205,68° E   | 5 km      | nessuno                                                       |
| Lewis           | Gilbert Lewis - Chimico statunitense (1875-1946).                                                           | 18,51° S   | 245,77° E   | 40,32 km  | (R)                                                           |
| Lexell          | Anders Johan Lexell - Astronomo russo-svedese (1740-1784).                                                  | 35,78° S   | 355,73° E   | 63,7 km   | A B D E F G H K L                                             |
| Ley             | Willy Ley - Scienziato tedesco naturalizzato statunitense (1906-1969).                                      | 42,11° N   | 154,84° E   | 81,05 km  | nessuno                                                       |
| Lhamu           | Pasang Lhamu Sherpa - Alpinista nepalese (1961-1993).                                                       | 85,92° S   | 358,38° E   | 1,40 km   | nessuno                                                       |
| Li Bing         | Li Bing - Ingegnere idraulico cinese (~302-235 a.C.).                                                       | 41,44° S   | 205,81° E   | 0,40 km   | nessuno                                                       |
| Li Shizhen      | Li Shizhen - Scienzato cinese (1518-1593).                                                                  | 41,69° S   | 205,92° E   | 0,40 km   | nessuno                                                       |
| Licetus         | Fortunio Liceti Fisico italiano (1577-1657).                                                                | 47,19° S   | 6,54° E     | 75,42 km  | A B C D E F G H J K L M N P Q R S T U W                       |
| Lichtenberg     | Georg Christoph Lichtenberg - Fisico tedesco (1742-1799).                                                   | 31,85° N   | 292,28° E   | 19,53 km  | A B F (G) H R                                                 |
| Lick            | James Lick - Benefattore statunitense (1796-1876).                                                          | 12,36° N   | 52,84° E    | 31,63 km  | A B C (D) E F G K L N                                         |
| Liebig          | Justus von Liebig - Chimico tedesco (1803-1873).                                                            | 24,35° S   | 311,7° E    | 38,96 km  | A B F G H J                                                   |
| Lilius          | Luigi Lilio - Filosofo italiano (?-1576).                                                                   | 54,6° S    | 6,09° E     | 61,18 km  | A B C D E F G H J K L M N O P R S T U W X                     |
| Linda           | Linda - nome femminile spagnolo.                                                                            | 30,69° N   | 326,62° E   | 1,11 km   | nessuno                                                       |
| Lindbergh       | Charles Lindbergh - Aviatore statunitense (1902-1974).                                                      | 5,41° S    | 52,9° E     | 13,34 km  | nessuno                                                       |
| Lindblad        | Bertil Lindblad - Astronomo svedese (1895-1965).                                                            | 70,03° N   | 260,78° E   | 59,37 km  | F S Y                                                         |
| Lindenau        | Bernhard von Lindenau - Astronomo tedesco (1780-1854).                                                      | 32,35° S   | 24,77° E    | 53,08 km  | D E F G H                                                     |
| Lindsay         | Eric Mervyn Lindsay - Astronomo irlandese (1907-1974).                                                      | 7° S       | 13,01° E    | 32,23 km  | nessuno                                                       |
| Linné           | Linneo - Botanico svedese (1707-1778).                                                                      | 27,75° N   | 11,8° E     | 2,23 km   | A B D (E) F G H                                               |
| Liouville       | Joseph Liouville - Matematico francese (1809-1882).                                                         | 2,73° N    | 73,57° E    | 16,12 km  | nessuno                                                       |
| Lippershey      | Hans Lippershey - Ottico olandese (?-1619).                                                                 | 25,96° S   | 349,62° E   | 6,74 km   | K L M N P R T                                                 |
| Lippmann        | Gabriel Lippmann - Fisico francese (1845-1921).                                                             | 55,43° S   | 245,68° E   | 160,07 km | B E J L P Q R                                                 |
| Lipskiy         | Jurij Naumovič Lipskij - Selenografo sovietico (1909-1978).                                                 | 2,15° S    | 180,62° E   | 91,15 km  | S V X                                                         |
| Litke           | Fëdor Petrovič Litke - Geografo russo (1797-1882).                                                          | 16,76° S   | 123,12° E   | 38,18 km  | nessuno                                                       |
| Liu Hui         | Liu Hui - Matematico cinese (c, 220-c. 280).                                                                | 42,88° N   | 52,61° W    | 1,5 km    | nessuno                                                       |
| Littrow         | Joseph Johann von Littrow - Astronomo boemo (1781-1840).                                                    | 21,5° N    | 31,39° E    | 28,52 km  | A (B) D F P                                                   |
| Lobachevskiy    | Nikolaj Ivanovič Lobačevskij - Matematico russo (1793-1856).                                                | 9,76° N    | 113,07° E   | 87,26 km  | M P                                                           |
| Lockyer         | Norman Lockyer - Astrofisico britannico (1836-1920).                                                        | 46,27° S   | 36,59° E    | 35,08 km  | A F G H J                                                     |
| Lodygin         | Alexander Nikolayevič Lodygin - Inventore russo (1847-1923).                                                | 17,42° S   | 213,22° E   | 56,11 km  | C F (G) J L M R                                               |
| Loewy           | Maurice Loewy - Astronomo francese (1833-1907).                                                             | 22,69° S   | 327,15° E   | 22,45 km  | A B G H                                                       |
| Lohrmann        | Wilhelm Gotthelf Lohrmann - Selenografo tedesco (1796-1840).                                                | 0,44° S    | 292,62° E   | 31,25 km  | A B D E F M N                                                 |
| Lohse           | Oswald Lohse - Astronomo tedesco (1845-1915).                                                               | 13,76° S   | 60,31° E    | 43,34 km  | nessuno                                                       |
| Lomonosov       | Michail Vasil'evič Lomonosov - Poeta russo (1711-1765).                                                     | 27,35° N   | 98,28° E    | 90,69 km  | nessuno                                                       |
| Longomontanus   | Christen Sørensen Longomontanus - Astronomo danese (1562-1647).                                             | 49,55° S   | 338,12° E   | 145,5 km  | A B C D E F G H K L M N P Q R S T U V W X Y Z                 |
| Lorentz         | Hendrik Lorentz - Fisico olandese (1853-1928).                                                              | 34,59° N   | 262,81° E   | 378,42 km | P R T U                                                       |
| Louise          | Louise - Nome femminile francese.                                                                           | 28,49° N   | 325,8° E    | 0,64 km   | nessuno                                                       |
| Louville        | Jacques Eugène d'Allonville de Louville - Astronomo francese (1671-1732).                                   | 44,12° N   | 313,96° E   | 34,81 km  | A B D E K P DA                                                |
| Love            | Augustus Edward Hough Love - Matematico britannico (1863-1940).                                             | 6,33° S    | 129,17° E   | 90,08 km  | G H T U                                                       |
| Lovelace        | William Randolph Lovelace II - Scienziato statunitense (1907-1965).                                         | 82,08° N   | 250,49° E   | 57,06 km  | E                                                             |
| Lovell          | Jim Lovell - Astronauta statunitense (1928-).                                                               | 36,74° S   | 217,53° E   | 35,1 km   | nessuno                                                       |
| Lowell          | Percival Lowell - Astronomo statunitense (1855-1916).                                                       | 12,97° S   | 256,58° E   | 62,65 km  | F R W                                                         |
| Lubbock         | John William Lubbock - Astronomo britannico (1803-1865).                                                    | 3,99° S    | 41,79° E    | 14,09 km  | C D G H K L M N P R S                                         |
| Lubiniezky      | Stanisław Lubieniecki - Astronomo polacco (1623-1675).                                                      | 17,88° S   | 336,11° E   | 42,97 km  | A D E F G H                                                   |
| Lucian          | Luciano di Samosata - Scrittore greco (125-190).                                                            | 14,34° N   | 36,78° E    | 6,85 km   | nessuno                                                       |
| Lucretius       | Tito Lucrezio Caro - Filosofo romano (c. 94-55 a.C.).                                                       | 8,22° S    | 238,76° E   | 64,61 km  | C U                                                           |
| Ludwig          | Carl Ludwig - Fisiologo tedesco (1816-1895).                                                                | 7,72° S    | 97,45° E    | 23,29 km  | nessuno                                                       |
| Lundmark        | Knut Emil Lundmark - Astronomo svedese (1889-1958).                                                         | 38,87° S   | 152,56° E   | 103,44 km | B C D F G                                                     |
| Luther          | Karl Theodor Robert Luther - Astronomo tedesco (1822-1900).                                                 | 33,2° N    | 24,15° E    | 9,29 km   | H K X Y                                                       |
| Lyapunov        | Aleksandr Michajlovič Ljapunov - Matematico russo (1857-1918).                                              | 26,43° N   | 89,36° E    | 67,58 km  | nessuno                                                       |
| Lyell           | Charles Lyell - Geologo scozzese (1797-1875).                                                               | 13,63° N   | 40,56° E    | 31,17 km  | A B C D K                                                     |
| Lyman           | Theodore Lyman - Fisico statunitense (1874-1954).                                                           | 64,96° S   | 162,47° E   | 83,25 km  | P Q T V                                                       |
| Lyot            | Bernard Lyot - Astronomo francese (1897-1952).                                                              | 50,47° S   | 84,8° E     | 150,6 km  | A B C D E F H L M N P R S T                                   |

## M
| Cratere      | Eponimo | Latitudine | Longitudine | Diametro  | Crateri minori                                      |
| ------------ | --- | ---------- | ----------- | --------- | --------------------------------------------------- |
| M. Anderson  | Michael Phillip Anderson - Astronauta statunitense (1959-2003).                                                                                  | 41,21° S   | 211,01° E   | 16,94 km  | nessuno                                             |
| Mach         | Ernst Mach - Fisico austriaco (1838-1916). | 18,13° N   | 210,76° E   | 174,97 km | H                                                   |
| Maclaurin    | Colin Maclaurin - Matematico scozzese (1698-1746).                                                                                               | 1,92° S    | 67,99° E    | 54,33 km  | A B C D E (F) G H J K L M N O P (R) (S) T U W X (Y) |
| Maclear      | Thomas Maclear - Astronomo sudafricano di nascita irlandese (1794-1879).                                                                         | 10,52° N   | 20,1° E     | 20,34 km  | A                                                   |
| MacMillan    | William Duncan MacMillan - Matematico statunitense (1871-1948).                                                                                  | 24,2° N    | 352,15° E   | 6,88 km   | nessuno                                             |
| Macrobius    | Ambrogio Teodosio Macrobio - Scrittore romano (fl. c. 410).                                                                                      | 21,26° N   | 45,97° E    | 62,79 km  | (A) (B) C (D) E F K (L) M N P Q S T U V W X Y Z     |
| Mädler       | Johann Heinrich von Mädler - Astronomo tedesco (1794-1874).                                                                                      | 11,04° S   | 29,76° E    | 27,58 km  | A D                                                 |
| Maestlin     | Michael Maestlin - Matematico tedesco (1550-1631).                                                                                               | 4,9° N     | 319,28° E   | 6,82 km   | G H R                                               |
| Magelhaens   | Ferdinando Magellano - Esploratore portoghese (1480-1521).                                                                                       | 11,98° S   | 44,07° E    | 37,2 km   | A                                                   |
| Maginus      | Giovanni Antonio Magini - Astronomo italiano (1555-1617).                                                                                        | 50,03° S   | 354,02° E   | 155,58 km | A B C D E F G H J K L M N O P Q R S T U V W X Y Z   |
| Main         | Robert Main - Astronomo britannico (1808-1878).                                                                                                  | 80,87° N   | 10,41° E    | 47,43 km  | L N                                                 |
| Mairan       | Jean Jacques Dortous de Mairan - Geofisico francese (1678-1771).                                                                                 | 41,6° N    | 316,5° E    | 39,49 km  | A C D E F G H K L N T Y                             |
| Maksutov     | Dmitrij Dmitrievič Maksutov - Ottico sovietico (1896-1964).                                                                                      | 40,75° S   | 191,35° E   | 83,84 km  | U                                                   |
| Malapert     | Charles Malapert - Astronomo belga (1581-1630).                                                                                                  | 85° S      | 11,4° E     | 72,38 km  | A B C E F K                                         |
| Malinkin     | Egor Ivanovič Malinkin - Ricercatore russo (1923-2008).                                                                                          | 87,22° S   | 75,94° E    | 8,28 km   | nessuno                                             |
| Mallet       | Robert Mallet - Sismologo irlandese (1810-1881).                                                                                                 | 45,41° S   | 54,05° E    | 58,92 km  | A B C D E J K L                                     |
| Malyy        | Aleksandr L'vovič Malyy - Scienziato sovietico (1907-1961).                                                                                      | 22,03° N   | 105,56° E   | 41,29 km  | G K L                                               |
| Mandel'shtam | Leonid Isaakovič Mandel'štam - Fisico sovietico (1879-1944).                                                                                     | 5,7° N     | 162,39° E   | 181,89 km | A F G N Q R T Y                                     |
| Manilius     | Marco Manilio - Scrittore romano (?-c. 50 a.C.).                                                                                                 | 14,45° N   | 9,07° E     | 38,34 km  | (A) B C D E (F) G H K T U W X Z                     |
| Manners      | Russell Henry Manners - Astronomo britannico (1800-1870).                                                                                        | 4,57° N    | 19,99° E    | 15,05 km  | A                                                   |
| Manuel       | Manuel - Nome spagnolo maschile. | 24,47° N   | 11,36° E    | 0,57 km   | nessuno                                             |
| Manzinus     | Carlo Antonio Manzini - Astronomo italiano (1599-1677).                                                                                          | 67,51° S   | 26,37° E    | 95,97 km  | A B C D E F G H J K L M N O P R S T U               |
| Maraldi      | Giovanni Domenico Maraldi e Giacomo Filippo Maraldi - Astronomi italo-francesi, rispettivamente (1709-1788) e (1665-1729). Nipote e zio.         | 19,36° N   | 34,8° E     | 39,62 km  | A (B) D E F (M) N R W                               |
| Marci        | Jan Marek Marci von Kronland - Fisico cecoslovacco (1595-1667).                                                                                  | 22,23° N   | 192,43° E   | 24,47 km  | B C                                                 |
| Marco Polo   | Marco Polo - Esploratore italiano (1254-1324).                                                                                                   | 15,52° N   | 357,95° E   | 28,25 km  | A B C D F G H J K L M P S T                         |
| Marconi      | Guglielmo Marconi - Inventore italiano (1874-1937).                                                                                              | 9,48° S    | 145,2° E    | 72,88 km  | C H L S                                             |
| Mareta       | Mareta - Nome femminile in lingua inglese. | 36,45° N   | 319,19° E   | 0,15 km   | nessuno                                             |
| Marinus      | Marino di Tiro - Geografo greco (?-c. 100). | 39,38° S   | 76,57° E    | 56,55 km  | A B C (D) E F G H J M N R                           |
| Mariotte     | Edme Mariotte - Fisico francese (1620-1684). | 28,46° S   | 220,94° E   | 70,27 km  | P R U X (Y) Z                                       |
| Marius       | Simon Marius - Astronomo tedesco (1573-1624). | 11,9° N    | 309,16° E   | 40,09 km  | A B C D E F G H J K L M N P Q R S U V W X Y         |
| Markov       | Aleksandr Vladimirovič e Andrej Andreevič Markov - Astrofisico (1897-1968) e matematico (1856-1922) russi. Non imparentati tra loro.             | 53,43° N   | 297,16° E   | 39,92 km  | E F G U                                             |
| Marth        | Albert Marth - Astronomo tedesco (1828-1897). | 31,16° S   | 330,65° E   | 6,54 km   | K                                                   |
| Mary         | Mary - Nome femminile in lingua inglese. | 18,93° N   | 27,39° E    | 0,53 km   | nessuno                                             |
| Masina       | Masina - Nome femminile in lingua samoana. | 85,42° S   | 32,15° E    | 1,40 km   | nessuno                                             |
| Maskelyne    | Nevil Maskelyne - Astronomo britannico (1732-1811).                                                                                              | 2,16° N    | 30,04° E    | 22,42 km  | A B C D (E) F G (H) J K M N P R T W X Y             |
| Mason        | Charles Mason - Astronomo britannico (1730-1787).                                                                                                | 42,7° N    | 30,51° E    | 33,33 km  | A B C                                               |
| Maunder      | Annie Scott Dill e Edward Walter Maunder - Astronomi irlandese (1868-1947) e britannico (1851-1928). Moglie e marito.                            | 14,52° S   | 266,12° E   | 53,8 km   | A B (Z)                                             |
| Maupertuis   | Pierre Louis Moreau de Maupertuis - Matematico francese (1698-1759).                                                                             | 49,7° N    | 332,72° E   | 45,49 km  | A B C K L                                           |
| Maurolycus   | Francesco Maurolico - Matematico italiano (1494-1575).                                                                                           | 41,77° S   | 13,92° E    | 115,35 km | A B C D E F G H J K L M N P R S T W                 |
| Maury        | Matthew Fontaine e Antonia Maury - Oceanografo (1806-1873) e astronoma (1866-1952) statunitensi. La seconda era cugina di terzo grado del primo. | 37,11° N   | 39,69° E    | 16,58 km  | A B C D J K L M N P T U                             |
| Mavis        | Mavis - Nome femminile scozzese. | 29,76° N   | 333,64° E   | 1,09 km   | nessuno                                             |
| Maxwell      | James Clerk Maxwell - Fisico britannico (1831-1879).                                                                                             | 29,9° N    | 98,53° E    | 109,24 km | nessuno                                             |
| McAdie       | Alexander George McAdie - Meteorologo statunitense (1863-1943).                                                                                  | 2,11° N    | 92,22° E    | 41 km     | nessuno                                             |
| McAuliffe    | Christa McAuliffe - Astronauta statunitense (1948-1986).                                                                                         | 33,24° S   | 210,23° E   | 19,11 km  | nessuno                                             |
| McClure      | Robert McClure - Esploratore britannico (1807-1873).                                                                                             | 15,32° S   | 50,24° E    | 23,96 km  | A B C D M N P S                                     |
| McCool       | William McCool - Astronauta statunitense (1961-2003).                                                                                            | 41,28° S   | 213,74° E   | 20,47 km  | nessuno                                             |
| McDonald     | William Johnson e Thomas Logie McDonald - Benefattore statunitense (1844-1926) e selenografo scozzese (1901-1973).                               | 30,39° N   | 339,12° E   | 6,97 km   | nessuno                                             |
| McKellar     | Andrew McKellar - Astronomo canadese (1910-1960).                                                                                                | 15,72° S   | 189,14° E   | 50,16 km  | B S T U                                             |
| McLaughlin   | Dean Benjamin McLaughlin - Astronomo statunitense (1901-1965).                                                                                   | 47,01° N   | 267,17° E   | 75,29 km  | A B C P U Z                                         |
| McMath       | Francis Charles e Robert Raynolds McMath - Astronomi statunitensi, rispettivamente (1867-1938) e (1891-1962). Padre e figlio.                    | 16,63° N   | 193,91° E   | 88,58 km  | A J M P Q                                           |
| McNair       | Ronald McNair - Astronauta statunitense (1950-1986).                                                                                             | 35,93° S   | 212,05° E   | 32,02 km  | nessuno                                             |
| McNally      | Paul Aloysius McNally - Astronauta statunitense (1890-1955).                                                                                     | 22,5° N    | 232,35° E   | 47,03 km  | T Y                                                 |
| Mechnikov    | Il'ja Il'ič Mečnikov - Biologo russo (1845-1916).                                                                                                | 10,47° S   | 211,01° E   | 58,83 km  | C D F G U Z                                         |
| Mee          | Arthur Butler Phillips Mee - Astronomo scozzese (1860-1926).                                                                                     | 43,63° S   | 324,81° E   | 134,11 km | A B C D E F G H J K L M N P Q R S T U V W X Y Z     |
| Mees         | Charles Edward Kenneth Mees - Fotografo statunitense di nascita inglese (1882-1960).                                                             | 13,57° N   | 263,82° E   | 51,55 km  | A J Y                                               |
| Meggers      | William Frederick Meggers - Fisico statunitense (1888-1966).                                                                                     | 24,3° N    | 122,94° E   | 51,16 km  | S                                                   |
| Meitner      | Lise Meitner - Fisica austriaca (1878-1968). | 10,87° S   | 113,1° E    | 87,27 km  | A C H J R                                           |
| Melissa      | Melissa - Nome femminile greco. | 8,12° N    | 121,78° E   | 17,21 km  | nessuno                                             |
| Mendel       | Gregor Mendel - Biologo austriaco (1822-1884).                                                                                                   | 48,83° S   | 250,14° E   | 139,65 km | B J V                                               |
| Mendeleev    | Dmitrij Ivanovič Mendeleev - Chimico russo (1834-1907).                                                                                          | 5,38° N    | 141,17° E   | 325,13 km | P                                                   |
| Menelaus     | Menelao di Alessandria - Astronomo greco (fl. 98 d.C.).                                                                                          | 16,26° N   | 15,93° E    | 27,13 km  | A C D E (S)                                         |
| Menzel       | Donald Menzel - Astrofisico statunitense (1901-1976).                                                                                            | 3,41° N    | 36,94° E    | 3,44 km   | nessuno                                             |
| Mercator     | Gerardo Mercatore - Geografo belga (1512-1594).                                                                                                  | 29,25° S   | 333,89° E   | 46,32 km  | A B C D E F G K L M                                 |
| Mercurius    | Mercurio - Divinità della mitologia romana. | 46,66° N   | 66,07° E    | 64,3 km   | A B C D E F G H J K L M                             |
| Merrill      | Paul Willard Merrill - Paul Willard; American astronomer (1887-1961).                                                                            | 74,83° N   | 242,55° E   | 56,99 km  | X Y                                                 |
| Mersenius    | Marin Mersenne - Matematico francese (1588-1648).                                                                                                | 21,49° S   | 310,66° E   | 84,46 km  | B C D E H J K L M N P R S U V W X Y Z               |
| Meshcherskiy | Ivan Vsevolodovič Meščerskiy - Matematico russo (1859-1935).                                                                                     | 12,11° N   | 125,53° E   | 65,94 km  | K X                                                 |
| Messala      | Masha'allah ibn Athari - Astronomo ebreo (? - c. 815).                                                                                           | 39,31° N   | 60,06° E    | 122,4 km  | A B C D E F G J K                                   |
| Messier      | Charles Messier - Astronomo francese (1730-1817).                                                                                                | 1,9° S     | 47,65° E    | 13,8 km   | A B D E (G) J L                                     |
| Metius       | Metius - Astronomo olandese (1571-1635). | 40,42° S   | 43,37° E    | 83,81 km  | B C D E F G                                         |
| Meton        | Metone di Atene - Astronomo greco (fl. 432 a.C.).                                                                                                | 73,57° N   | 19,63° E    | 124,7 km  | A B C D E F G W                                     |
| Mezentsev    | Yurij Borisovič Mezentsev - Scienziato sovietico (1929-1965).                                                                                    | 71,77° N   | 230,36° E   | 84,51 km  | M Q S                                               |
| Michael      | Michael - Nome maschile inglese. | 25,05° N   | 0,21° E     | 3,46 km   | nessuno                                             |
| Michelson    | Albert Abraham Michelson - Fisico tedesco naturalizzato statunitense (1852-1931).                                                                | 6,72° N    | 238,45° E   | 123,14 km | G H V W                                             |
| Milanković   | Milutin Milanković - Astronomo iugoslavo (1879-1958).                                                                                            | 76,53° N   | 171,35° E   | 94,21 km  | E                                                   |
| Milichius    | Jacob Milich - Astronomo tedesco (1501-1559). | 10,01° N   | 329,77° E   | 12,19 km  | A C D E K                                           |
| Miller       | William Allen Miller - Chimico britannico (1817-1870).                                                                                           | 39,37° S   | 0,78° E     | 61,37 km  | A B C D E K                                         |
| Millikan     | Robert Millikan - Fisico statunitense (1868-1953).                                                                                               | 46,76° N   | 121,52° E   | 93,97 km  | B J Q R                                             |
| Mills        | Mark Muir Mills - Fisico statunitense (1917-1958).                                                                                               | 8,54° N    | 155,74° E   | 35,65 km  | B C K R W                                           |
| Milne        | Edward Arthur Milne - Matematico britannico (1896-1950).                                                                                         | 31° S      | 112,78° E   | 259,97 km | K L M N P Q                                         |
| Mineur       | Henri Mineur - Astronomo francese (1899-1954).                                                                                                   | 24,67° N   | 198,27° E   | 72,28 km  | D V X                                               |
| Minkowski    | Hermann Minkowski e Rudolph Minkowski - Matematico lituano (1864-1909) e astronomo statunitense (1895-1976). Zio e nipote.                       | 56,13° S   | 214,2° E    | 107,51 km | S                                                   |
| Minnaert     | Marcel Minnaert - Astronomo olandese (1893-1970).                                                                                                | 67,54° S   | 178,57° E   | 137,31 km | C N W                                               |
| Mirzakhani   | Maryam Mirzakhani - Matematica iraniana (1977-2017).                                                                                             | 17,47° S   | 85,2° E     | 5 km      | nessuno                                             |
| Mitchell     | Maria Mitchell - Astronomo statunitense (1818-1889).                                                                                             | 49,77° N   | 20,17° E    | 32,15 km  | B E                                                 |
| Mitra        | Sisir Kumar Mitra - Fisico indiano (1890-1963).                                                                                                  | 17,76° N   | 205,35° E   | 97,1 km   | A J Y                                               |
| Möbius       | August Ferdinand Möbius - Matematico tedesco (1790-1868).                                                                                        | 15,63° N   | 101,13° E   | 48,96 km  | nessuno                                             |
| Mohorovičić  | Andrija Mohorovičić - Geofisico croato (1857-1936).                                                                                              | 18,73° S   | 195,17° E   | 49,97 km  | A D F R W Z                                         |
| Moigno       | François Napoléon Marie Moigno - Fisico francese (1804-1884).                                                                                    | 66,27° N   | 28,8° E     | 36,83 km  | A B C D                                             |
| Moiseev      | Nikolai Dmitrievič Moiseev - Astronomo sovietico (1902-1955).                                                                                    | 9,44° N    | 103,26° E   | 61,56 km  | S Z                                                 |
| Moissan      | Henri Moissan - Chimico francese (1852-1907). | 4,77° N    | 137,45° E   | 22,45 km  | nessuno                                             |
| Moltke       | Helmuth Karl Bernhard von Moltke - Benefattore tedesco (1800-1891).                                                                              | 0,59° S    | 24,16° E    | 6,15 km   | A B                                                 |
| Monge        | Gaspard Monge - Matematico francese (1746-1818).                                                                                                 | 19,24° S   | 47,54° E    | 36,6 km   | nessuno                                             |
| Monira       | Monira - Nome femminile arabo. | 12,54° S   | 358,27° E   | 1,07 km   | nessuno                                             |
| Montanari    | Geminiano Montanari - Astronomo italiano (1633-1687).                                                                                            | 45,83° S   | 339,24° E   | 77,05 km  | D W                                                 |
| Montgolfier  | Jacques-Étienne e Joseph-Michael Montgolfier - Inventori francesi, rispettivamente (1745-1799) e (1740-1810). Fratelli.                          | 47,06° N   | 199,92° E   | 83,71 km  | J P W Y                                             |
| Moore        | Joseph Haines Moore - Astronomo statunitense (1878-1949).                                                                                        | 37,25° N   | 182,45° E   | 52,66 km  | F L                                                 |
| Moretus      | Théodore Moretus - Matematico belga (1602-1667).                                                                                                 | 70,63° S   | 354,05° E   | 114,45 km | A C                                                 |
| Morley       | Edward Morley - Chimico statunitense (1838-1923).                                                                                                | 2,82° S    | 64,62° E    | 13,71 km  | nessuno                                             |
| Morozov      | Nikolaj Aleksandrovič Morozov - Naturalista sovietico (1854-1945).                                                                               | 4,62° N    | 127,33° E   | 41,01 km  | C E F Y                                             |
| Morse        | Samuel Morse - Inventore statunitense (1791-1872).                                                                                               | 21,9° N    | 184,71° E   | 72,77 km  | N T                                                 |
| Moseley      | Henry Moseley - Fisico britannico (1887-1915).                                                                                                   | 20,95° N   | 269,8° E    | 88,89 km  | C D                                                 |
| Mösting      | Johan Sigismund von Mösting - Benefattore danese (1759-1843).                                                                                    | 0,7° S     | 354,12° E   | 24,38 km  | A B C D E K L M U                                   |
| Mouchez      | Amédée Mouchez - Astronomo francese (1821-1892).                                                                                                 | 78,38° N   | 333,18° E   | 82,78 km  | A B C J L M                                         |
| Moulton      | Forest Ray Moulton - Astronomo statunitense (1872-1952).                                                                                         | 60,91° S   | 97,57° E    | 54,7 km   | H P                                                 |
| Müller       | Karl Müller - Astronomo cecoslovacco (1866-1942).                                                                                                | 7,64° S    | 2,04° E     | 23,4 km   | A F Q                                               |
| Murakami     | Harutaro Murakami - Fisico giapponese (1872-1947).                                                                                               | 23,38° S   | 219,03° E   | 44,52 km  | nessuno                                             |
| Murchison    | Roderick Impey Murchison - Geologo scozzese (1792-1871).                                                                                         | 5,07° N    | 359,79° E   | 57,83 km  | T                                                   |
| Mutus        | Vicente Mut Armengol - Astronomo spagnolo (?-1673).                                                                                              | 63,65° S   | 29,93° E    | 76,33 km  | A B C D E F G H J K L M N O P Q R S T V W X Y Z     |

## N
| Cratere          | Eponimo | Latitudine | Longitudine | Diametro  | Crateri minori                                  |
| ---------------- | --- | ---------- | ----------- | --------- | ----------------------------------------------- |
| Nagaoka          | Nagaoka Hantarō - Fisico giapponese (1865-1940).                                                                                  | 19,51° N   | 154,05° E   | 50,54 km  | U W                                             |
| Nam Byeong-Cheol | Nam Byeong-Cheol - Astronomo coreano (1817-1863).                                                                                 | 14,66° S   | 236,59° E   | 132 km    | nessuno                                         |
| Nansen           | Fridtjof Nansen - Esploratore norvegese (1861-1930).                                                                              | 81,17° N   | 95,38° E    | 116,9 km  | A C D E F U                                     |
| Naonobu          | Naonobu Ajima - Matematico giapponese (c. 1732-1798).                                                                             | 4,7° S     | 57,93° E    | 32,96 km  | nessuno                                         |
| Nasireddin       | Nasir al-Din al-Tusi - Astronomo persiano (1201-1274).                                                                            | 41,04° S   | 0,14° E     | 51,99 km  | B                                               |
| Nasmyth          | James Nasmyth - Astronomo scozzese (1808-1890).                                                                                   | 50,49° S   | 303,61° E   | 78,37 km  | D E F G                                         |
| Nassau           | Jason John Nassau - Astronomo statunitense (1892-1965).                                                                           | 24,91° S   | 177,34° E   | 75,8 km   | D F Y                                           |
| Natasha          | Natasha - Nome femminile russo.                                                                                                   | 19,98° N   | 328,84° E   | 10,98 km  | nessuno                                         |
| Naumann          | Georg Amadeus Carl Friedrich Naumann - Geologo tedesco (1797-1873).                                                               | 35,38° N   | 297,98° E   | 9,93 km   | B G                                             |
| Neander          | Michael Neander - Matematico tedesco (1529-1581).                                                                                 | 31,35° S   | 39,88° E    | 49,22 km  | A B C D E F G H J K L M N O P Q R S T V W X Y Z |
| Nearch           | Nearco - Esploratore greco (fl. 312 a.C.).                                                                                        | 58,58° S   | 39,01° E    | 72,79 km  | A B C D E F G H J K L M                         |
| Necho            | Necao II - Governatore egizio (fl. VII-VI secolo a.C.).                                                                           | 5,25° S    | 123,24° E   | 36,87 km  | M P R V                                         |
| Nefed'ev         | Anatoly Alexeevič Nefed'ev - Astronomo russo (1910-1976).                                                                         | 81,07° S   | 135,77° E   | 52,94 km  | nessuno                                         |
| Neison           | Edmund Neville Neison - Astronomo britannico (1849-1940).                                                                         | 68,21° N   | 25,02° E    | 51,03 km  | A B C D                                         |
| Neper            | Nepero - Matematico scozzese (1550-1617).                                                                                         | 8,76° N    | 84,58° E    | 144,32 km | D (G) H (K) Q                                   |
| Nernst           | Walther Nernst - Chimico tedesco (1864-1941).                                                                                     | 35,57° N   | 265,36° E   | 121,52 km | T                                               |
| Neujmin          | Grigorij Nikolaevič Neujmin - Astronomo sovietico (1885-1946).                                                                    | 26,68° S   | 125,17° E   | 97,03 km  | P Q T                                           |
| Neumayer         | Georg von Neumayer - Meteorologo tedesco (1826-1909).                                                                             | 71,16° S   | 70,92° E    | 84,38 km  | A M N P                                         |
| Newcomb          | Simon Newcomb - Astronomo canadese-statunitense (1835-1909).                                                                      | 29,76° N   | 43,67° E    | 39,8 km   | A B C F G H J Q                                 |
| Newton           | Isaac Newton - Matematico britannico (1643-1727).                                                                                 | 76,52° S   | 342,56° E   | 83,85 km  | A B C D E F G                                   |
| Nicholson        | Seth Barnes Nicholson - Astronomo statunitense (1891-1963).                                                                       | 26,22° S   | 274,79° E   | 38,08 km  | nessuno                                         |
| Nicolai          | Friedrich Bernhard Gottfried Nicolai - Astronomo tedesco (1793-1846).                                                             | 42,47° S   | 25,87° E    | 40,54 km  | A B C D E G H J K L M P Q R Z                   |
| Nicollet         | Joseph Nicolas Nicollet - Astronomo francese (1786-1843).                                                                         | 21,95° S   | 347,5° E    | 14,73 km  | B D                                             |
| Nielsen          | Axel Vilfrid e Harald Herborg Nielsen - Astronomo danese (1902-1970) e fisico statunitense (1903-1973). Non imparentati tra loro. | 31,8° N    | 308,24° E   | 9,64 km   | nessuno                                         |
| Niepce           | Joseph Nicéphore Niépce - Fisico francese (1765-1833).                                                                            | 72,2° N    | 239,85° E   | 59,69 km  | F                                               |
| Nijland          | Albertus Antonie Nijland - Astronomo olandese (1868-1936).                                                                        | 33,19° N   | 134,17° E   | 35,46 km  | A V                                             |
| Nikolaev         | Andrijan Grigor'evič Nikolaev - Cosmonauta sovietico (1929-2004).                                                                 | 35,08° N   | 151,28° E   | 42,67 km  | G J                                             |
| Nikolya          | Nikolya - Diminutivo del nome maschile russo di origine greca Nicholas. Luogo di allunaggio della sonda Lunochod-1.               | 38,3° N    | 325° E      | 0,1 km    | nessuno                                         |
| Nishina          | Yoshio Nishina - Fisico giapponese (1890-1951).                                                                                   | 44,57° S   | 189,2° E    | 62,13 km  | T                                               |
| Nobel            | Alfred Nobel - Inventore svedese (1833-1896).                                                                                     | 14,73° N   | 258,61° E   | 50,87 km  | B K L                                           |
| Nobile           | Umberto Nobile - Esploratore italiano (1885-1978).                                                                                | 85,28° S   | 53,27° E    | 79,27 km  | nessuno                                         |
| Nobili           | Leopoldo Nobili - Fisico italiano (1784-1835).                                                                                    | 0,17° N    | 75,95° E    | 41,79 km  | nessuno                                         |
| Nöggerath        | Johann Jakob Nöggerath - Geologo tedesco (1788-1877).                                                                             | 48,82° S   | 314,16° E   | 32,12 km  | A B C D E F G H J K L M P S                     |
| Nonius           | Pedro Nunes - Matematico portoghese (1502-1578).                                                                                  | 34,9° S    | 3,79° E     | 70,61 km  | A B C D F G K L Q R S                           |
| Norman           | Robert Norman - Naturalista britannico (fl. 1590).                                                                                | 11,78° S   | 329,65° E   | 9,87 km   | nessuno                                         |
| Nöther           | Emmy Noether - Matematico tedesco (1882-1935).                                                                                    | 66,35° N   | 245,82° E   | 64,8 km   | A E T U V X                                     |
| Numerov          | Boris Vasil'evič Numerov - Astronomo sovietico (1891-1941).                                                                       | 70,52° S   | 197,8° E    | 105,39 km | G Z                                             |
| Nunn             | Joseph Nunn - Ingegnere statunitense (1905-1968).                                                                                 | 4,62° N    | 91,15° E    | 18,49 km  | nessuno                                         |
| Nušl             | Frantisek Nušl - Astronomo cecoslovacco (1867-1925).                                                                              | 32,19° N   | 167,45° E   | 60,58 km  | E S Y                                           |